# 奄美大島分屯基地
奄美大島分屯基地（あまみおおしまぶんとんきち、JASDF Amamioshima Sub Base）とは、鹿児島県奄美市笠利町大字平505-2に所在し、奄美通信隊等が配置されている航空自衛隊那覇基地の分屯基地である。沖縄方面と本土を結ぶ通信基地である。
分屯基地司令は、奄美通信隊長が兼務。

## 所在部隊

### 南西航空方面隊隷下部隊
- （南西航空警戒管制団）
  - 奄美通信隊

## 沿革
- 1975年（昭和50年）- 西部航空警戒管制団隷下に奄美通信隊新編。
- 1976年（昭和51年）- 奄美通信所運用開始
- 1978年（昭和53年）10月 - 南西航空警戒管制隊隷下に異動